# 平清盛 (1992年のテレビドラマ)
『平清盛』（たいらのきよもり）は、1992年1月1日にTBSで放映、DVD化されたTBS大型時代劇スペシャルである。

## 概要
TBS大型時代劇スペシャル第7弾。武士の台頭が貴族社会を大きく揺るがし、やがて武家政権へと移り変わっていく動乱の平安末期。平家の頭領・平清盛が拮抗する源氏との戦いに勝利し、天下を握るまでの半生をドラマ化。
瀬戸内海の海賊退治で名を上げた平清盛の青年時代から、平家と源氏の対決、そして貴族社会の終結や福原遷都までの歴史の断片を壮大なスケールと豪華キャストで描く。主人公・平清盛を演じるのは今作がTBSドラマ初出演となった松平健。穏やかなセリフ回しや優雅な所作で清盛を演じる。
端役で当時二十代の坂上忍、渡部篤郎らが出演している。
前作までのフィルム収録からビデオ収録へと移行している。平安時代末期を描いた作品は1990年の『源義経』以来、本シリーズ2作めとなる。90年版「義経」の後、本作放送前日にあたった1991年大晦日・年末時代劇スペシャル（日本テレビ系）も『源義経』を放映しており、1990年年始以降、平安末期〜源平合戦時代がTBS・NTV両系列で相次いで取り上げられることになった。
清盛を主人公に据えたテレビドラマ自体は、NHK大河ドラマ『新・平家物語』（1972年／主演：仲代達矢）以来、約20年ぶりの放映となった。

## あらすじ
平清盛は、父・忠盛とともに、瀬戸内の海賊討伐のために軍船を進めている途中、濃霧の中で漂流していた厳島神社の巫女・阿矢を救う。阿矢の案内で清盛らは海賊・赤牛八兵衛の島を急襲し、彼らを撃退するとともに多くの金銀財宝を手にする。都に帰った清盛は、左大臣・藤原頼長に海賊討伐を報告。戦で得た全ての財宝を朝廷に献上した。時の帝は崇徳天皇だったが、実権は前帝・鳥羽法皇の手にあった。鳥羽法皇は政争に平家の力を借りたかったのだが、平家の台頭を恐れた公卿たちはこぞって反対した。
やがて清盛は検非違使に任ぜられ、都の治安維持にあたったが、僧兵たちにしばしば命を狙われる。ある夜、清盛は危ういところを一人の騎馬武者に助けられる。それが、源氏の嫡男・源義朝との出会いだった…。

## キャスト
- 平清盛：松平健

- 阿矢御前（宗盛の母[4]）：名取裕子
- 平時子：かたせ梨乃

- 建春門院：加納みゆき
- 高倉天皇：坂上忍
- 小督：中野みゆき
- 小督の母：浅茅陽子
- 待賢門院：二宮さよ子
- 遊女屋の女将：園佳也子

- 鳥羽法皇：松方弘樹[5]
- 平忠盛：丹波哲郎

- 美福門院：十朱幸代[6]
- 常盤御前：岩下志麻

- 藤原頼長：神山繁
- 平忠正：綿引勝彦
- 藤原信基（小督の父）：長門裕之
- 源為義：高松英郎

- 池禅尼：草笛光子
- 海賊・赤牛八兵衛：中村嘉葎雄

- 平重盛：渡部篤郎
- 平宗盛：山本陽一
- 平知盛：沢田謙也
- 源為朝：金田賢一
- 源義平：西村和彦
- 源頼朝：上田雄太
- 崇徳天皇：神田利則
- 次郎：赤塚真人
- 平家貞：御木本伸介
- 藤原教長：西田健
- 藤原忠実：勝部演之
- 信西：原口剛
- 藤原経宗：西沢利明
- 藤原成親：小林勝彦
- 伊藤景綱：成瀬正孝
- 藤原頼長側の公卿：伊藤敏八
- 公卿：宮川不二夫
- 熊野別当湛快：佐藤京一
- 俊寛：野口貴史
- 僧兵の頭：大前均
- 平時信：織本順吉
- 右大臣：小林昭二

- 源義朝：夏八木勲

- 後白河法皇：高橋英樹[7]

## スタッフ
- 監督 - 工藤栄一
- 原案 - 高田宏治
- 脚本 - 高田宏治、松本功
- 制作 - 日下部五朗
- 進行主任 - 長岡功
- 進行 - 下戸聡
- 企画 - 佐伯明、本田達男、清水敬三
- 音楽 - 佐藤勝
- 主題歌 - アースシェイカー 「矛盾という名の愛」（作詞：西田昌史、作曲：石原慎一郞）（東芝EMI）
- 語り - 役所広司

## 備考
本作で清盛の父・平忠盛を演じた丹波哲郎も、前日放送だったNTV版『源義経」出演者で、NTV版では、義経の庇護者として父親代わりとなる藤原秀衡を演じていた。